# George Hawi

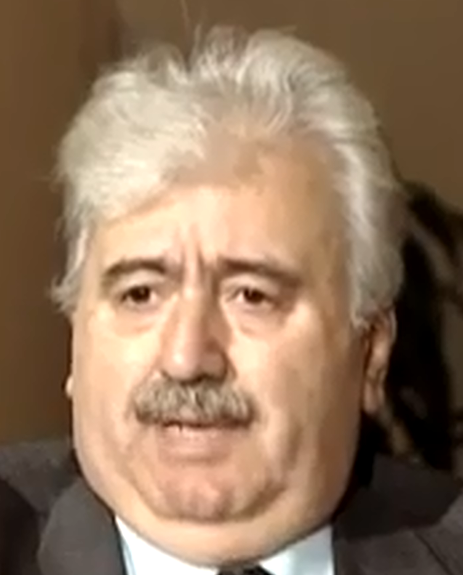
George Hawi

George Hawi (o. Haoui, arabisch جورج حاوي Dschūrdsch Ḥāwī, * 5. November 1938 in Bteghrine; † 21. Juni 2005 in Beirut, Libanon) war ein libanesischer Politiker und zwischen 1979 und 1990 Chef der Libanesischen Kommunistischen Partei (LKP).
Hawi wurde in eine griechisch-orthodoxe Christenfamilie hineingeboren. Seine Kommunistische Partei war seit 1976 antisyrisch eingestellt, als Syrien mit seinem Einmarsch den möglichen Sieg einer „Linksfront“ (der LKP und PLO z. B. mit der drusischen PSP) gegen rechte Christenmilizen (Phalange, FL) verhinderte.
1987 eskalierten die Kämpfe erneut, als die damals kaum 700 Mann starke KP-Miliz mit Hawis Zustimmung in völliger oder bewusster Selbstüberschätzung die mit Syrien verbündete schiitische Amal-Miliz (damals bis zu 20.000 Mann) angriff und nur durch das rechtzeitige Eingreifen der PSP-Milizen vor der Vernichtung bewahrt wurde. Bevor die PSP jedoch die Amal aus West-Beirut vertreiben konnte, intervenierten syrische Truppen erneut und besetzten gegen den energischen Protest des damaligen Präsidenten Amin Gemayel Positionen in der Hauptstadt, die die streitenden Milizen auf ihre Ausgangspositionen zurückführten.
Hawi kam 2005 bei einem Bombenanschlag auf sein Auto in dem Beiruter Stadtteil Wata Musaitbi ums Leben.